# Røde Microphones
Røde Microphones é uma empresa de eletroeletrônicos australiana especializada no design e fabricação de microfones, fones de ouvido, interfaces de áudio e softwares de áudio. A linha de produtos da empresa se concentra em aplicações como gravação de música, transmissão e podcasting, produção de filmes e criação de conteúdo, para os mercados de consumo, produtor e profissional.

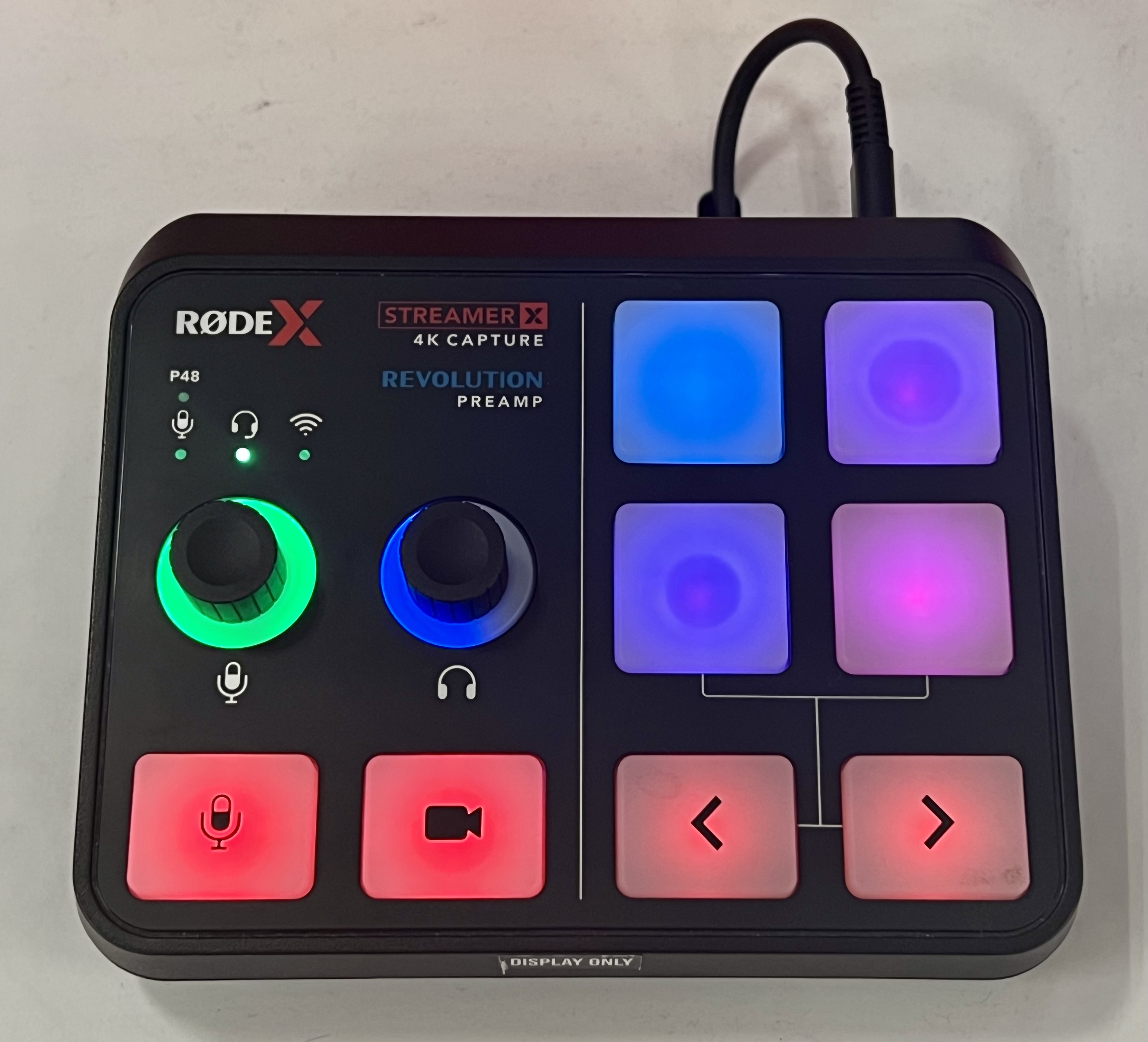
Interface de áudio produzida pela Røde.

Foi fundada em 1967 como uma loja de eletronicos em Summer Hill em Sydney pelo casal Henry e Astrid Freedman como Freedman Electronics e que no inicio era uma importadora de produtos da marca alemã Dynacord 
Com a morte de Henry Freedman em 1987, seu filho Peter Freedman assume a empresa e inicia profundas mudanças para transformar a companhia em uma fabricante de microfones,em 1990 a Freedman Eletronics muda de nome e passa a se chamar Røde, no inicio da década de 2000 a companhia já consolidada em seu país natal, se expande pelo mundo. Em 2004 lança um de seu maiores sucessos, o VideoMic, um microfone para ser acoplado em câmeras e atualmente muito usado por criadores de conteúdos.
Em dezembro de 2023 fez sua maior aquisição em sua história ao adquirir por 180 milhões de dólares a fabricante de produtos de audio americana Mackie.
100% da empresa é de propriedade de Peter Freedman e sua sede fica em Sydney.